# N (Io e Napoleone)
N (Io e Napoleone) è un film del 2006 diretto da Paolo Virzì.
La pellicola è liberamente ispirata al romanzo N. di Ernesto Ferrero, vincitore del Premio Strega nel 2000, che ricostruisce i giorni dell'esilio elbano di Napoleone attraverso gli occhi del suo bibliotecario. Fu Roberto Benigni a consigliare a Paolo Virzì la lettura del romanzo per la scrittura di un ipotetico film.
Fu proiettato alla prima edizione della Festa del Cinema di Roma e uscì nelle sale italiane il 14 ottobre 2006.
Eccezionalmente, per questo film Daniel Auteuil recitò con la sua voce in italiano.

## Trama
18 maggio 1814: Napoleone Bonaparte, dopo la sconfitta di Lipsia, viene mandato in esilio all'Isola d'Elba. Per riordinare la biblioteca e annotare le sue riflessioni sceglie il giovane insegnante Martino Papucci, da poco licenziato, che però, per ironia del destino, è un fervente anti-francese col sogno proibito di assassinare l'imperatore. È anche innamorato della baronessa Emilia, moglie di un anziano aristocratico della corte borbonica e in procinto di tornare a Napoli. Dopo aver avuto notizia della scelta di Bonaparte, Martino prepara una pistola per ucciderlo. A poco a poco, però, il giovane rimane soggiogato dalla forte personalità del còrso e non riuscirà ad attuare il suo piano.
Il suo primo incontro con Napoleone è molto breve: passato attraverso alcune stanze, viene perquisito dalla guardia del corpo Alì, che però non arriva dove è nascosta la pistola. L'incontro lascia Martino allibito e conquistato dalla personalità e dal carattere di Napoleone, che perciò non ce la fa nemmeno a puntare. Un secondo tentativo fallisce in quanto la domestica di casa Papucci, Mirella, avendo trovato la pistola e intuendo a cosa possa servire, la sottrae. Papucci pensa allora di gettare Bonaparte da un burrone durante una ricognizione dell'isola, ma, appena ha finito di valutarne la profondità, la potenziale vittima si è già allontanata senza sospettare di nulla. Incontro dopo incontro, Martino è sempre più legato all'imperatore, passando dall'odio alla simpatia, e da questa all'affetto.
Una sera accade l'imprevisto: l'ex-insegnante di Martino, Giorgio Fontanelli, anche lui anti-francese e anti-napoleonico, tenta a sua volta di eliminare il còrso, ma viene prontamente fermato da Alì su segnalazione dello stesso Martino e fucilato il giorno seguente. L'assistere a quell'esecuzione, tanto più che l'imperatore gli aveva promesso di graziarlo, convince Martino a riprendere il suo intento.
Ma di nuovo la sorte gli mette i bastoni tra le ruote: al suo arrivo Napoleone è già fuggito dall'isola assieme alla baronessa Emilia, eludendo i controlli britannici; qui Martino capisce che era tutta una messinscena, quella dei sentimenti di Napoleone. Dopo questi eventi Martino, messa su famiglia con Mirella, tenterà alfine di attuare il suo piano nel 1821, ma giungerà a Sant'Elena solo il 6 maggio, ovvero un giorno dopo la morte dell'ex imperatore.

## Riconoscimenti
Questo film è riconosciuto come d'interesse culturale nazionale dalla Direzione generale Cinema e audiovisivo del Ministero per i beni e le attività culturali e per il turismo italiano, in base alla delibera ministeriale del 9 giugno 2006.
- 2007 - David di Donatello
  - Candidato per la Migliore attrice non protagonista a Sabrina Impacciatore
  - Candidato per il Migliore attore non protagonista a Valerio Mastandrea
  - Candidato per la Miglior fotografia a Alessandro Pesci
  - Candidato per la Migliore scenografia a Francesco Frigeri
  - Candidato per i Migliori costumi a Maurizio Millenotti
  - Candidato per i Migliori effetti visivi a Proxima
- 2007 - Nastro d'argento
  - Premio Guglielmo Biraghi a Elio Germano
  - Candidato per la Miglior attrice non protagonista a Monica Bellucci, Sabrina Impacciatore e Francesca Inaudi
  - Candidato per i Migliori costumi a Maurizio Millenotti
- 2007 - Globo d'oro
  - Miglior attore rivelazione a Elio Germano
- 2007 - Ciak d'oro
  - Migliore attrice non protagonista a Sabrina Impacciatore[2]
  - Migliore scenografia a Francesco Frigeri[2]